# Árny
Az Árny (Death's Shadow) Darren Shan író Démonvilág-sorozatának hetedik kötete, melyben az író ismét Bec szemszögéből próbálja megmutatni az olvasóknak a Démonvilág tevékenykedéseit, ám ezúttal már a mai időkben. 

## Történetének előzményei
Bec-kel először a negyedik démon könyvben találkozhatott az olvasó (Áldozat=Bec), megismerhette benne Bec előző életét, születését, Bran-nel való mély barátságát, és a démonokkal vívott nehéz csatáit. 
A történet úgy ér véget, hogy Bec, feláldozva Drust életét, lezárja az alagutat, melyen a démonok hada jött át, s így az átjáró visszaszippantja magába az összes szörnyet, de sajnos Bec lelkét is csapdába ejti.
Azután a Fenevad és a Végítélet című regényben jelenik meg többször is, de mindig csak egy kis időre, hogy épp figyelmeztesse Grubbst az átjáró veszélyességére, vagy hogy egyesüljön vele és új bajtársával, Kernellel, ezáltal létrehozva a Kah-Gasht. A történet végén kiszabadul fogságából, „magára öltve” Bill-E testét. Az Árnyban ezt a fonalat folytatja tovább az író.

## Történet
|  | Alább a cselekmény részletei következnek! |

Grubbs a véres csata, s féltestvérének halála miatt szeretne Dervishel maradni, hogy együtt vészeljék át ezt az időszakot. Beranabus is szeretne egy kis időt együtt tölteni halottnak hitt szerelmével, de az ő kötelessége a harc, amit a démonvilágban talál meg, s Bec-et oda nem szeretné magával vinni ezerhatszáz év fogsága után. Így hát Grubbs-szal és Kernellel folytatja útját, Bec-et pedig Dervish gondjaira bízza.
A férfi azonban nem hajlandó beletörődni unokaöccse halálába, mivel az egykori papnő, Bill-E testében él tovább (igaz külsejét már magáéra formálta) rendelkezik a fiú emlékeivel. Így Dervish élő televíziónak használja a lányt, hogy a Spleen gyerek életét újra és újra „levetítse” maga előtt. Később, egy Beccel folytatott beszélgetés után beismeri, hogy mindezt helytelenül tette és jóvá fogja tenni.Mikor már lehiggadt mindenki, s azt hinnénk, hogy az öröm és a szeretet kissé családiassá fogja tenni ezt a könyvet, hirtelen megtámadják a házat. Az ellenfél nem is akármilyen, több mint valószínű, hogy a Gradyk rokonai a Bárányok közül valók, ugyanis katonáik élén vérfarkasok küzdenek. A házban levőknek sikerül egy szívroham híján sértetlenül elmenekülni.
A következő pillanatban az olvasó már a kórházban találja magát, ahol Dervisht ápolják. Bec, Sharmila és még néhány Tanítvány mellette vannak és védik egy esetleges támadástól, ami csak hamar be is következik. Ám ezúttal démonok törnek rájuk, a kórház egyik szobájában létrehozott átjárón keresztül. Itt találkozhatunk egy régi halottnak hitt ismerőssel. Juni Swan új kápráztató külsejével (amit maga Vész herceg tervezett) ismét harcba szál, hogy elpusztítsa szerelmét, de legfőképp Becet. Terve csakhogy nem sikerül, ám Dervish az utolsó pillanatban, szerelme susogó hangjára felkel és elintézi őt (ideiglenesen). Bec sem tétlenkedik, máris végez pár szörnnyel, de végül sarokba szorítják. Beranabus viszont épp időben érkezik, hogy megmentse. Ezek után kénytelenek átmenni a démonvilágba a sérült Sharmila és Dervish miatt. Itt töltenek egy kis időt, csak amíg felépülnek.
Mikor Kernel új GPS erejével végre megtalálja Junit, azonnal a nyomába erednek. Az óceán közepén, egy luxus hajón kötnek ki a már legyilkolt emberekkel, ebből megállapítják, hogy a démonok itt jártak. Kiderül azonban, hogy már csak a fedélközben van valaki, akinek varázsereje van. A hajóban lefelé haladva találkoznak egy bűvésszel, akinek varázsereje van, de igen kevés és csak kémkedésre hasznos. Ezzel rejtette el magát a többiek elől.
Lent pedig természetesen Junit találják, a második könyvben szereplő Hulla társaságában, akin keresztül Vész herceg beszél. A herceg feláldozva Hullát megnyit egy portált, amin keresztül átjön a titokzatos Árny, aki maga a sötétség és elpusztíthatatlan. Beranabus feláldozva magát visszaküldi a világába, megmentve ez által a Földet és társait. Azonban a hajó süllyedni kezd, s ezt az bonyolítja, hogy a lemészárolt legénység és az utasok felélednek. Dervishék a fedélzet felé igyekeznek, ám ott a szemük láttára robban fel Kernel. Ezzel eltűnik az ablak is, amellyel a menekülés lehetősége is meghiúsul. Végül csak Sharmila feláldozásával sikerül megmenekülniük, hogy aztán az óceán közepén hánykolódva egy csónakban haljanak éhen…
|  | Itt a vége a cselekmény részletezésének! |

## Magyarul
- Árny; ford. Acsai Roland; Móra, Bp., 2008 (Démonvilág, 7.)